# Anna Legeżyńska
Anna Legeżyńska (ur. 20 września 1951 w Nowokujbyszewsku) – polska historyk i teoretyk literatury, krytyk literacki.

## Życiorys
Urodziła się w Nowokujbyszewsku (ówcześnie ZSRR). Do Polski przyjechała wraz z rodzicami w 1957. W latach 1969–1974 studiowała polonistykę na Uniwersytecie im. Adama Mickiewicza w Poznaniu. Po ukończeniu studiów podjęła pracę w tamtejszym Instytucie Filologii Polskiej. W 1983 obroniła doktorat, zaś habilitowała się w 1997. W latach 1997–2005 była członkiem jury Olimpiady Literatury i Języka Polskiego. W 1999 została członkiem Komitetu Nauk o Literaturze Polskiej Polskiej Akademii Nauk. W 2001 otrzymała tytuł naukowy profesora, a w 2007 stanowisko profesora zwyczajnego. Od 2002 kierowała studiami doktoranckimi na Wydziale Filologii Polskiej i Klasycznej UAM. W 2005 została prodziekanem tego wydziału.
W 2019 została członkiem Rady Doskonałości Naukowej I kadencji.
W pracy naukowej zajmowała się badaniami nad teorią przekładu i współczesną poezją polską. Była członkiem redakcji czasopism „Polonistyka” i „Studia Polonistyczne”. Współpracowała też z pismami „Nurt”, „Arkusz”, „Nowe Książki”.
Do 1978 podpisywała się nazwiskami Jelec i Jelec-Legeżyńska. Publikowała też pod pseudonimami A.G. i Anna Gawarzewska.
W czerwcu 2022 została członkiem korespondentem Polskiej Akademii Umiejętności. 